# Eisothistos besar
Eisothistos besar is een pissebed uit de familie Expanathuridae. De wetenschappelijke naam van de soort is voor het eerst geldig gepubliceerd in 1992 door Müller.